# Aeroporto Internacional de Cabo Frio
O Aeroporto Internacional de Cabo Frio (IATA:CFB - ICAO:SBCB) é um aeroporto internacional no município de Cabo Frio, no Rio de Janeiro. Serve a Cabo Frio e as demais cidades da Região dos Lagos no estado do Rio de Janeiro. É um "hub" logístico para cargas destinadas à indústria de petróleo, inclusive as plataformas das Bacias de Campos e de Santos, bem como para Pólos Logísticos do Estado do Rio de Janeiro e proximidades. 

## História
Foi construído pelo Governo do Estado do Rio de Janeiro em parceria com o Comando da Aeronáutica, pelo Programa Federal de Auxílio aos Aeroportos - PROFAA. Inaugurado em dezembro de 1998 é o maior aeroporto do interior do Estado do Rio de Janeiro.
É administrado pela empresa Costa do Sol Operadora Aeroportuária S.A., desde 1º de junho de 2001. Especializado em transporte de cargas, é o quinto maior do país nesta atividade.
Em setembro de 2007 o Presidente Luiz Inácio Lula da Silva inaugurou a ampliação do aeroporto. O novo terminal custou R$ 35 milhões e levou dois anos para ser concluído.

## Estrutura
- Pista de pouso e decolagem com extensão de 2.550 metros e 45 metros de largura
- Grooving em toda a extensão da pista de pouso e decolagem
- Resistência e tipo de piso: PCN 76 F/C/X/T; ASPH (asfalto)
- Sinalização horizontal e vertical, com sinais e luzes de identificação de pistas de pouso, táxi e pátio de aeronaves
- Elevação: 6,60 metros (21,65 FT)
- Pátio com capacidade para 23 aeronaves, comportando aviões de todas as classes (A, B, C, D, E, F)
- Posto de Abastecimento de Aeronave (PAA) com capacidade para 280 mil litros
- Indicador de localidade: ICAO – SBCB; IATA – CFB
- Estação Permissionária de Telecomunicações Aeronáuticas e Tráfego Aéreo (EPTA) categoria A
- Tipos de tráfego: VFR diurno / noturno e IFR não-precisão diurno / noturno
- Equipamentos de auxílio à navegação disponíveis; NDB, PAPI, operação RNAV, Farol rotativo, cone de sinalização de vento, anemômetro e psicrômetro
- Horário de funcionamento: 06:00 às 18:00 h (local). Sob demanda (O/R) nos demais horários

## Características
- Classe do aeródromo: D
- Resistência do pavimento: 76/F/C/X/T;
- Condições operacionais: IFR e VFR
- Pátio de embarque e desembarque: 40.000 m²
- Indicador de direção de pouso: biruta
- Farol rotativo: existente
- NBD: Freqüência de 200 kHz e com alcance 45 milhas
- Horário de funcionamento: H12 Demais HR O/R pelos telefones: (22) 2647-9555 ou (22) 2647-9531
- Nível Contra Incêndio: Cat-9
- Companhias Aéreas: Azul e Gol